# Mariusz Świtalski
Mariusz Świtalski (* 1962) ist ein polnischer Unternehmer. Sein Vermögen wurde in der jährlich aktualisierten Reichen-Liste der polnischen Ausgabe der Zeitschrift Forbes im Jahr 2013 auf rund 250 Millionen Euro geschätzt, womit er den 18. Platz dieser Liste belegte. Von manchen Medien wird er wegen seiner kriminellen Vergangenheit auch als „Posener Al Capone“ (Poznański Al Capone) bezeichnet.

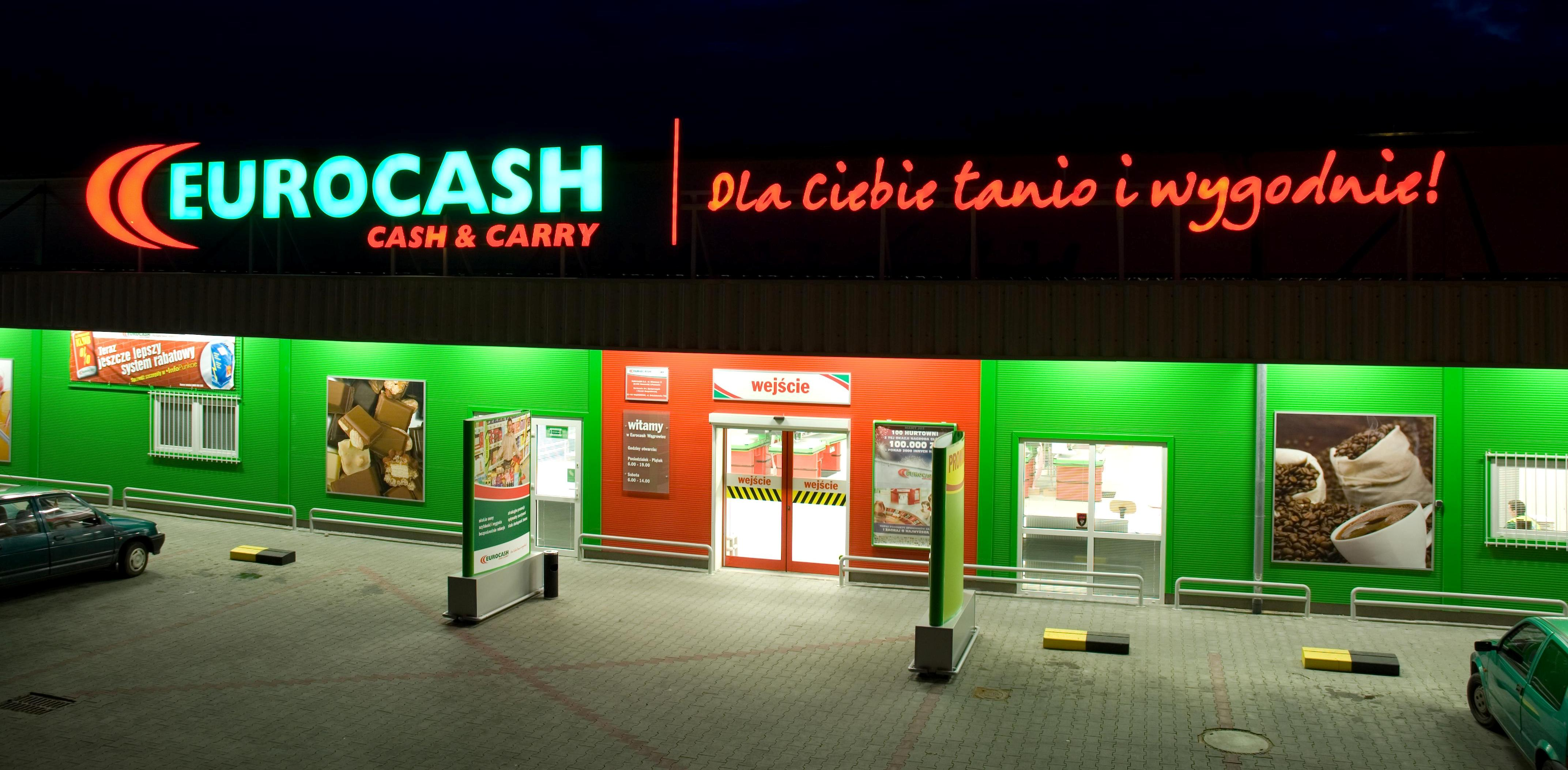
Ein Eurocash-Großhandelsmarkt

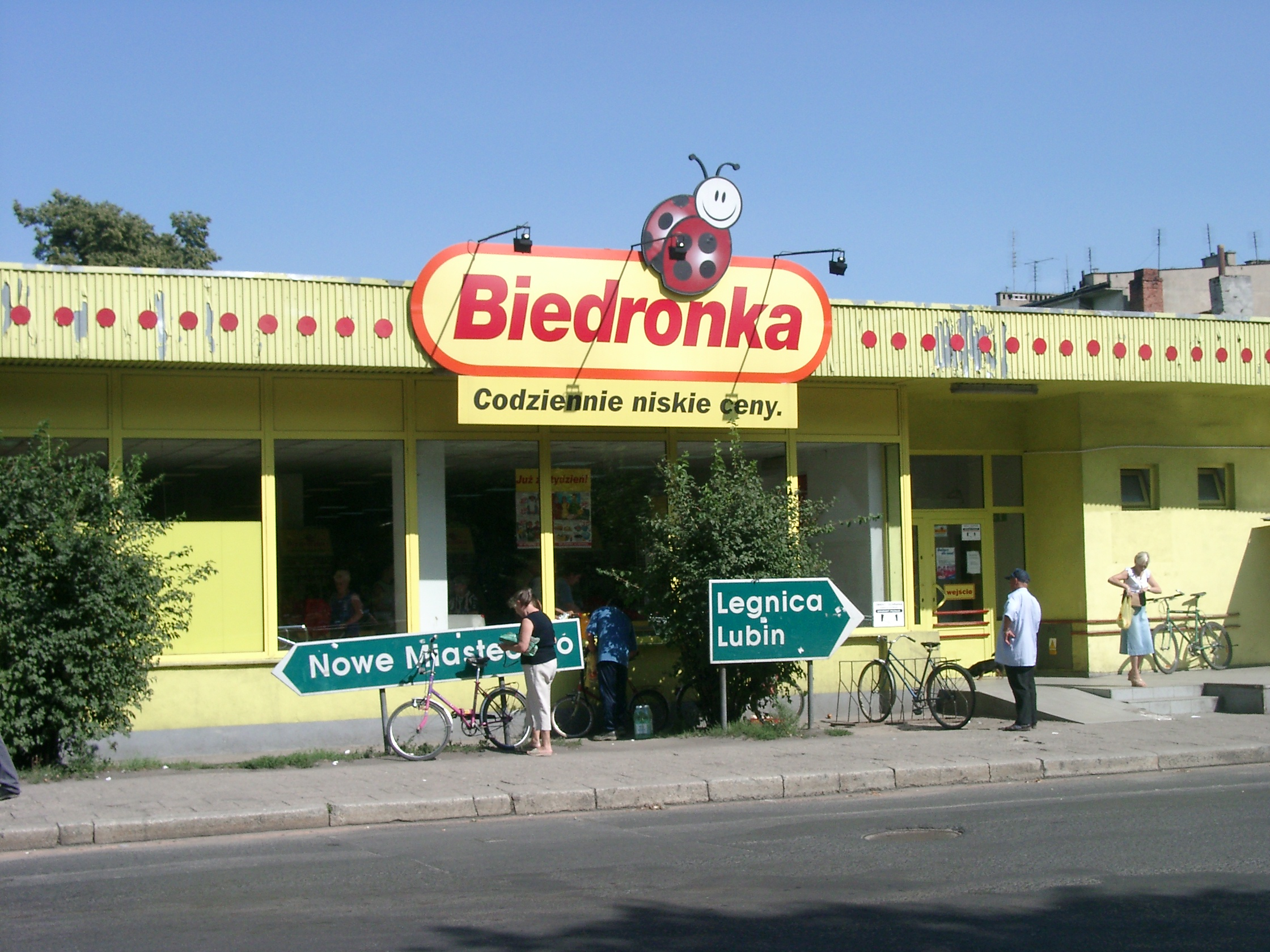
Biedronka-Supermarkt

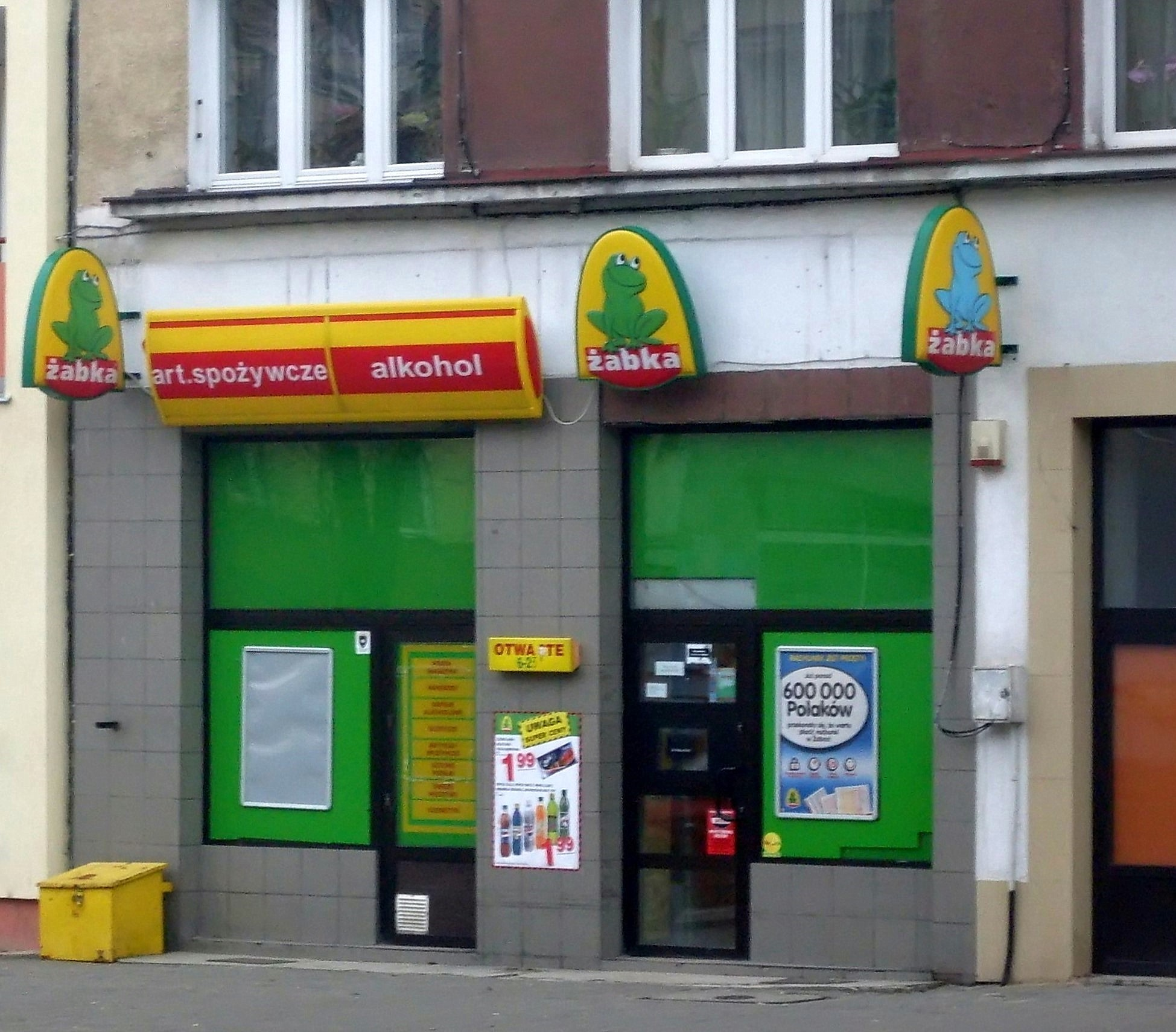
Żabka-Geschäft

## Leben
Świtalski wuchs in Waisenhäusern auf. Die längste Zeit lebte er in dem Heim eines Franziskanerinnenordens in Szamotuły. Es folgte eine zweijährige Ausbildung als Klempner. Im Anschluss besuchte er in Posen ein Bautechnikum. 1979 wurde er wegen Einbruchs und Diebstahls verhaftet und 1981 zu einer mehrjährigen Gefängnisstrafe verurteilt. In den 1980er Jahren handelte er auf den Posener Märkten, zunächst spezialisierte er sich auf Kaffee, später auf Videokassetten.

### Unternehmer
Im Jahr 1987 gründete er in Posen die Gesellschaft Elektromis Sp.z o.o., die Kleidung aus Thailand, Unterhaltungselektronik, Computer und Alkohol importierte und vertrieb; innerhalb kurzer Zeit wuchs sie zu einem großen Handelsunternehmen. 1992 verfügte Elektromis bereits über 50 Großhandelsniederlassungen in Polen.
1993 firmierte Świtalski Elektromis in Eurocash um und entwickelte das Unternehmen in kurzer Zeit zu Polens größtem Lebensmittelgroßhandel. 1995 verkaufte er das Unternehmen an den portugiesischen Konzern Jerónimo Martins. Im selben Jahr gründete er ein Verkaufsnetz von Discountern unter der Marke Biedronka (deutsch: Marienkäfer). Auch dieses Unternehmen verkaufte er 1998 an Jerónimo Martins. Zu dem Zeitpunkt verfügte das Netz über rund 250 Verkaufsstellen; mittlerweile ist es Polens führende Supermarktkette.
1998 gründete Świtalski die Convenience-Shop-Kette Żabka Polska etwa im Konzept der 7-Eleven-Einzelhändler. Nach dem Aufbau verkaufte er auch dieses Unternehmen im Jahr 2007 an die tschechische Beteiligungsgesellschaft Penta Investments.
Ein neues Projekt des Unternehmers ist die Kaufhallen-Kette Czerwona Torebka S.A. In einem ebenfalls in ganz Polen flächendeckenden Netz von Hallen sollen Kleinkaufleute ihre Waren anbieten. Damit soll Czerwona Torebka die noch immer beliebten, im Freien betriebenen, in Polen als Bazar bezeichneten Dauermärkte ablösen. Die erste Halle wurde im Juli 2011 im schlesischen Żory eröffnet. Im Laufe der nächsten Jahre sollen bis zu 1900 Hallen errichtet werden.
Świtalski verlegte verschiedene Zeitungen, den Wochentitel Miliarder, betrieb eine Radiostation und finanzierte das Fußballteam von KS „Sokół“ Pniewy in Pniewy. Er gründete eine Bank in Posen, die 1995 liquidiert wurde. Ihm gehört die Investmentgesellschaft Sowiniec FIZ, die Immobilien entwickelt. Świtalski besitzt außerdem umfangreiche Ländereien in der Gegend zwischen Puszczykowo und Sowiniec.